# Henry Bellingham
Henry Campbell Bellingham, baron Bellingham, (né le 29 mars 1955) est un homme politique conservateur britannique qui siège à la Chambre des lords et ancien avocat. Il est député de North West Norfolk de 1983 à 1997, et de 2001 à 2019.
Il est nommé sous-secrétaire d'État parlementaire au ministère des Affaires étrangères et du Commonwealth le 14 mai 2010, poste qu'il occupe jusqu'au 5 septembre 2012.

## Jeunesse
Bellingham est né le 29 mars 1955 à Cheltenham, Gloucestershire. Il est le fils d'Arthur Henry Bellingham et de sa femme June Marion Cloudesley Smith . Il fait ses études à la Wellesley House School dans la ville de Broadstairs dans le Kent, puis au Collège d'Eton dans le Berkshire. Il étudie ensuite au Magdalene College, Cambridge, où il obtient un diplôme en droit en 1977. Pendant son séjour à Cambridge, il est membre du club libéral de l'Université de Cambridge et est maître conjoint des Draghounds de l'Université de Cambridge .
Bellingham sert dans les gardes pendant un an entre l'école et l'université. Il suit une formation à la Inns of Court School of Law, rejoint le Middle Temple en 1978 et exerce la profession d'avocat pendant huit ans.

## Carrière parlementaire
Bellingham est élu pour la première fois au Parlement aux élections de 1983 en remportant le siège de North West Norfolk, battant le député sortant Christopher Brocklebank-Fowler, qui en 1981 était le seul conservateur à faire défection pour le SDP nouvellement formé. Il occupe son siège jusqu'à sa défaite lors des élections de 1997. Il se représente à son ancien siège aux élections de 2001 et le reprend. Il est réélu en 2005 avec une majorité de 9 000 voix, puis de nouveau en 2010 avec une majorité de 14 810 voix. Il est réélu aux élections générales de 2015 et aux élections générales de 2017.
Bellingham est nommé ministre fantôme du commerce et de l'industrie en juillet 2002, avant de devenir whip de l'opposition en mai 2005. De novembre 2006 jusqu'aux élections générales de 2010, il est ministre fantôme du département des affaires constitutionnelles. Il est nommé sous-secrétaire parlementaire dans le gouvernement de coalition au sein du ministère des Affaires étrangères et du Commonwealth couvrant; «Territoires d'outre-mer, Afrique, Nations Unies, problèmes économiques, résolution des conflits et changement climatique».
Le 29 septembre 2011, citant Bellingham, l'Antigua Observer le décrit comme le ministre britannique des territoires d'outre-mer .
Bellingham devient vice-président du groupe parlementaire multipartite sur les courses de vitesse en juillet 2015 .
Au Parlement, il est membre du panel des présidents et ancien membre de la commission de l'environnement, de la commission des affaires d'Irlande du Nord, de la commission du commerce et de l'industrie et de la commission du projet de loi sur les trains à grande vitesse (Londres - West Midlands) .
Bellingham ne se représente pas lors des élections générales de 2019, affirmant à ses électeurs qu'il est triste de cette décision .

## Activités dans les affaires
En 2014, une société minière appelée Pathfinder Minerals nomme Bellingham en tant que président non exécutif 18 mois après avoir cessé d'être ministre de l'Afrique. Il est rapporté que Bellingham gagnait 4 000 £ par mois pour son travail avec Pathfinder et qu'il a fait du lobbying en leur nom tout en travaillant comme ministre de l'Afrique. Le Daily Telegraph rapporte que l'affaire soulevait des inquiétudes «d'une porte tournante entre Whitehall et le secteur privé, les ministres bénéficiant des contacts qu'ils ont pris au pouvoir». Cependant, aucun acte répréhensible n'a été suggéré et tous les travaux ont été déclarés conformes aux règles parlementaires .
En tant que député d'arrière-ban, Bellingham touche 6 448,25 £ par mois. Dans le registre des intérêts financiers des membres du 21 janvier 2019, Bellingham déclare un revenu supplémentaire s'élevant à 9 583 £ par mois pour quatre emplois:
- Directeur non exécutif de Developing Markets Associates Ltd, un organisateur de conférences internationales de conseil et d'investissement - 2 500 £ par mois
- Président non exécutif de Pathfinder Minerals PLC, une société minière cotée à l'AIM - 2 083 £ par mois
- Conseiller principal de J. Stern & Co. LLP, une société de gestion de fonds - 2 500 £ par mois
- Président non exécutif de Clifton Africa Ltd, une société privée spécialisée dans la construction de logements et d'infrastructures dans les pays en développement - 2 500 £ par mois

## Vie privée
Bellingham vit à Congham, qui est située dans son ancienne circonscription, et à Londres. Il épouse Emma Whiteley en août 1993 à Horsham, et ils ont un fils nommé Jamie.
Bellingham a employé sa femme comme adjointe parlementaire.
Bellingham est fait chevalier dans les honneurs du Nouvel An 2016 pour service politique et parlementaire par le Premier ministre David Cameron .
Il reçoit une pairie à vie en 2020 par le Premier ministre Boris Johnson et est créé baron Bellingham, de Congham dans le comté de Norfolk, le 5 novembre .